# Miltogramma kazak
Miltogramma kazak är en tvåvingeart som beskrevs av Thomas Pape 1996. Miltogramma kazak ingår i släktet Miltogramma och familjen köttflugor. Inga underarter finns listade i Catalogue of Life.